# NGC 2698
NGC 2698 este o galaxie lenticulară situată în constelația Hidra. A fost descoperită în 11 martie 1826 de către John Herschel. Se află la o distanță de 30,9 de megaparseci de Pământ.